# Уривкін Данило Олександрович
Данило Олександрович Уривкін (нар. 27 травня 2001) — український волейболіст, що грає на позиції діагонального, гравець збірної України та українського клубу Епіцентр-Подоляни.

## Життєпис
Народився 27 травня 2001 року в селі Солоне Запорізької області.
Випускник Тернопільського державного педагогічного інституту. 
Кар'єру починав у 2018 клубі «ВСК МХП-Вінниця» на позиції діагонального нападника. Допоміг команді здобути срібні медалі чемпіонату України, здобувши індивідуальну ногороду кращого діагонального чемпіонату.
У сезоні 2020-2021 перейшов у МХП-Вінниця, провівши в команді 3 сезони. 
2023 році отримав виклик в  студентську збірну України  на матчі Всесвітніх університетських ігор. 
Сезоні 2023-2024 підписав контракт з командою Епіцентр-Подоляни. 
В 2024 році отримав виклик в збірну України. Став переможцем турніру Золотої Євроліги 2024 .

## Досягнення

### Клубні
Україна 
- Срібний призер Вищої ліги України: 2019–2020.
- Чемпіон України: 2024–2025.
- Срібний призер України: 2023–2024.
- Переможець Кубка України (2): 2023-2024, 2024-2025.
- Переможець Суперкубка України (2): 2023, 2024.

### У збірній
- Чемпіон Євроліги:  2024.

### Індивідуальні
- Найкращий діагональний Вищої ліги України 2019-2020.
- MVP Кубку України 2024-2025.